# Hansenomysis japonica
Hansenomysis japonica är en kräftdjursart som beskrevs av Freddy Bravo och Murano 1997. Hansenomysis japonica ingår i släktet Hansenomysis och familjen Petalophthalmidae. Inga underarter finns listade i Catalogue of Life.